# Box-office France 1963
Cet article traite du box-office au cinéma de l'année 1963, en France.

## Les films de plus d'un million d'entrées
| Classement | Titre                               | Pays                                                | Réalisateur                              | Box-office France  |
| ---------- | ----------------------------------- | --------------------------------------------------- | ---------------------------------------- | ------------------ |
| 1.         | La Grande Évasion                   |                                                     | John Sturges                             | 8 756 631 entrées  |
| 2.         | La Cuisine au beurre                |                                                     | Gilles Grangier                          | 6 396 529 entrées  |
| 3.         | Lawrence d'Arabie                   |                                                     | David Lean                               | 5 712 198 entrées  |
| 4.         | James Bond 007 contre Dr No         | Terence Young                                       | 4 772 574 entrées                        |                    |
| 5.         | Les 55 Jours de Pékin               |                                                     | Nicholas Ray / Andrew Marton / Guy Green | 4 510 047 entrées  |
| 6.         | Le Guépard                          |                                                     | Luchino Visconti                         | 3 649 498 entrées  |
| 7.         | Mélodie en sous-sol                 |                                                     | Henri Verneuil                           | 3 518 083 entrées  |
| 8.         | Les Tontons flingueurs              |                                                     | Georges Lautner                          | 3 342 393 entrées, |
| 9.         | Bébert et l'Omnibus                 |                                                     | Yves Robert                              | 3 012 415 entrées  |
| 10.        | D'où viens-tu Johnny ?              | Noël Howard                                         | 2 785 185 entrées                        |                    |
| 11.        | Le Cardinal                         |                                                     | Otto Preminger                           | 2 517 174 entrées  |
| 12.        | La Porteuse de pain                 |                                                     | Maurice Cloche                           | 2 435 363 entrées  |
| 13.        | Cléopâtre                           |                                                     | Joseph L. Mankiewicz                     | 2 381 099 entrées  |
| 14.        | Un drôle de paroissien              |                                                     | Jean-Pierre Mocky                        | 2 371 855 entrées  |
| 15.        | OSS 117 se déchaîne                 |                                                     | André Hunebelle                          | 2 329 798 entrées  |
| 16.        | Pouic-Pouic                         |                                                     | Jean Girault                             | 2 169 854 entrées  |
| 17.        | Le Glaive et la Balance             |                                                     | André Cayatte                            | 2 147 398 entrées  |
| 18.        | Maigret voit rouge                  | Gilles Grangier                                     | 2 043 675 entrées                        |                    |
| 19.        | Docteur Jerry et Mister Love        |                                                     | Jerry Lewis                              | 1 956 744 entrées  |
| 20.        | En avant la musique                 |                                                     | Giorgio Bianchi / Sergio Leone           | 1 935 277 entrées  |
| 21.        | Peau de banane                      |                                                     | Marcel Ophüls                            | 1 903 913 entrées  |
| 22.        | Tom Jones                           |                                                     | Tony Richardson                          | 1 891 658 entrées  |
| 23.        | Charade                             |                                                     | Stanley Donen                            | 1 844 789 entrées  |
| 24.        | Irma la Douce                       | Billy Wilder                                        | 1 807 931 entrées                        |                    |
| 25.        | L'Honorable Stanislas, agent secret |                                                     | Jean-Charles Dudrumet                    | 1 803 068 entrées  |
| 26.        | Les Enfants du capitaine Grant      |                                                     | Robert Stevenson                         | 1 764 925 entrées  |
| 27.        | Les Oiseaux                         | Alfred Hitchcock                                    | 1 758 445 entrées                        |                    |
| 28.        | Les Bonnes Causes                   |                                                     | Christian-Jaque                          | 1 721 139 entrées  |
| 29.        | Le Trésor du lac d'argent           |                                                     | Harald Reinl                             | 1 656 736 entrées  |
| 30.        | Mathias Sandorf                     |                                                     | Georges Lampin                           | 1 656 500 entrées  |
| 31.        | La Foire aux cancres                |                                                     | Louis Daquin                             | 1 641 350 entrées  |
| 32.        | À toi de faire... mignonne          |                                                     | Bernard Borderie                         | 1 637 349 entrées  |
| 33.        | Le Voyage à Biarritz                | Gilles Grangier                                     | 1 589 883 entrées                        |                    |
| 34.        | Le Mépris                           | Jean-Luc Godard                                     | 1 585 935 entrées                        |                    |
| 35.        | Son fidèle compagnon (en)           |                                                     | Rafael Baledón                           | 1 573 303 entrées  |
| 36.        | La Taverne de l'Irlandais           |                                                     | John Ford                                | 1 565 939 entrées  |
| 37.        | Le Vice et la Vertu                 |                                                     | Roger Vadim                              | 1 556 664 entrées  |
| 38.        | Scaramouche                         |                                                     | Antonio Isasi-Isasmendi                  | 1 554 784 entrées  |
| 39.        | Les Bricoleurs                      |                                                     | Jean Girault                             | 1 531 994 entrées  |
| 40.        | Le Soupirant                        | Pierre Étaix                                        | 1 513 512 entrées                        |                    |
| 41.        | Les Veinards                        | Jacques Pinoteau / Jean Girault / Philippe de Broca | 1 511 419 entrées                        |                    |
| 42.        | L'Aîné des Ferchaux                 |                                                     | Jean-Pierre Melville                     | 1 484 948 entrées  |
| 43.        | Le Doulos                           | 1 475 391 entrées                                   | Jean-Pierre Melville                     |                    |
| 44.        | Blague dans le coin                 |                                                     | Maurice Labro                            | 1 404 203 entrées  |
| 45.        | Shéhérazade                         |                                                     | Pierre Gaspard-Huit                      | 1 375 848 entrées  |
| 46.        | Landru                              |                                                     | Claude Chabrol                           | 1 331 849 entrées  |
| 47.        | Fort du fou                         | Léo Joannon                                         | 1 261 989 entrées                        |                    |
| 48.        | Le Lion                             |                                                     | Jack Cardiff                             | 1 251 988 entrées  |
| 49.        | Germinal                            |                                                     | Yves Allégret                            | 1 212 917 entrées  |
| 50.        | Méfiez-vous, mesdames               |                                                     | André Hunebelle                          | 1 189 937 entrées  |
| 51.        | Carambolages                        |                                                     | Marcel Bluwal                            | 1 180 396 entrées  |
| 52.        | Le Jour et l'Heure                  |                                                     | René Clément                             | 1 130 212 entrées  |
| 53.        | Mourir à Madrid                     |                                                     | Frédéric Rossif                          | 1 105 354 entrées  |
| 54.        | L'enfer est pour les héros          |                                                     | Don Siegel                               | 1 102 356 entrées  |
| 55.        | Zorro le vengeur                    |                                                     | Joaquín Luis Romero Marchent             | 1 004 152 entrées  |

## Box-office par semaine
| #  | Semaine                           | Film no 1                                 | Pays            | Entrées         |
| -- | --------------------------------- | ----------------------------------------- | --------------- | --------------- |
| 1  | 2 janvier au 8 janvier 1963       | Taras Bulba                               |                 | 165 709 entrées |
| 2  | 9 janvier au 15 janvier 1963      | Le Jour le plus long                      |                 | 160 445 entrées |
| 3  | 16 janvier au 22 janvier 1963     | Le Jour le plus long                      | 178 598 entrées |                 |
| 4  | 23 janvier au 29 janvier 1963     | Le Jour le plus long                      | 188 188 entrées |                 |
| 5  | 30 janvier au 5 février 1963      | Le Jour le plus long                      | 157 186 entrées |                 |
| 6  | 6 février au 12 février 1963      | Le Jour le plus long                      | 165 277 entrées |                 |
| 7  | 13 février au 19 février 1963     | Blanche-Neige et les Sept Nains (reprise) | 275 968 entrées |                 |
| 8  | 20 février au 26 février 1963     | Le Jour le plus long                      | 140 113 entrées |                 |
| 9  | 27 février au 5 mars 1963         | Le Jour le plus long                      | 161 396 entrées |                 |
| 10 | 6 mars au 12 mars 1963            | Le Jour le plus long                      | 138 858 entrées |                 |
| 11 | 13 mars au 19 mars 1963           | Le Jour le plus long                      | 135 330 entrées |                 |
| 12 | 20 mars au 26 mars 1963           | Le Vice et la Vertu                       |                 | 135 617 entrées |
| 13 | 27 mars au 2 avril 1963           | Le Glaive et la Balance                   | 139 221 entrées |                 |
| 14 | 3 avril au 9 avril 1963           | Blanche-Neige et les Sept Nains (reprise) |                 | 126 929 entrées |
| 15 | 10 avril au 16 avril 1963         | Mélodie en sous-sol                       |                 | 159 505 entrées |
| 16 | 17 avril au 23 avril 1963         | Mélodie en sous-sol                       | 183 128 entrées |                 |
| 17 | 24 avril au 30 avril 1963         | Mélodie en sous-sol                       | 129 957 entrées |                 |
| 18 | 1er mai au 7 mai 1963             | Les Bonnes Causes                         | 158 107 entrées |                 |
| 19 | 8 mai au 14 mai 1963              | Les Bonnes Causes                         | 103 777 entrées |                 |
| 20 | 22 mai au 21 mai 1963             | Les Bonnes Causes                         | 95 142 entrées  |                 |
| 21 | 22 mai au 28 mai 1963             | Le Rat d'Amérique                         | 99 032 entrées  |                 |
| 22 | 29 mai au 4 juin 1963             | Carambolages                              |                 | 95 897 entrées  |
| 23 | 5 juin au 11 juin 1963            | Mélodie en sous-sol                       |                 | 62 363 entrées  |
| 24 | 12 juin au 18 juin 1963           | Mourir à Madrid                           |                 | 75 492 entrées  |
| 25 | 19 juin au 25 juin 1963           | Son fidèle compagnon (en)                 |                 | 80 897 entrées  |
| 26 | 26 juin au 2 juillet 1963         | Les Hauts de Hurlevent (reprise)          |                 | 58 753 entrées  |
| 27 | 3 juillet au 9 juillet 1963       | Le Jour le plus long                      | 48 384 entrées  |                 |
| 28 | 10 juillet au 16 juillet 1963     | Le Jour le plus long                      | 56 628 entrées  |                 |
| 29 | 17 juillet au 23 juillet 1963     | Le Jour le plus long                      | 47 218 entrées  |                 |
| 30 | 24 juillet au 30 juillet 1963     | Le Jour le plus long                      | 43 632 entrées  |                 |
| 31 | 31 juillet au 6 août 1963         | Le Jour le plus long                      | 65 599 entrées  |                 |
| 32 | 7 août au 13 août 1963            | Le Jour le plus long                      | 78 652 entrées  |                 |
| 33 | 14 août 1963 au 20 août 1963      | Le Jour le plus long                      | 85 861 entrées  |                 |
| 34 | 21 août au 27 août 1963           | Le Jour le plus long                      | 56 143 entrées  |                 |
| 35 | 28 août au 3 septembre 1963       | OSS 117 se déchaîne                       |                 | 104 850 entrées |
| 36 | 4 septembre au 10 septembre 1963  | Le Jour le plus long                      |                 | 90 681 entrées  |
| 37 | 11 septembre au 17 septembre 1963 | OSS 117 se déchaîne                       |                 | 104 882 entrées |
| 38 | 18 septembre au 24 septembre 1963 | Un drôle de paroissien                    |                 | 93 471 entrées  |
| 39 | 25 septembre au 1er octobre 1963  | Maigret voit rouge                        |                 | 146 576 entrées |
| 40 | 2 octobre au 8 octobre 1963       | Mélodie en sous-sol                       | 143 454 entrées |                 |
| 41 | 9 octobre au 15 octobre 1963      | La Grande Évasion                         |                 | 240 596 entrées |
| 42 | 16 octobre au 21 octobre 1963     | La Grande Évasion                         | 242 551 entrées |                 |
| 43 | 22 octobre au 28 octobre 1963     | La Grande Évasion                         | 235 254 entrées |                 |
| 44 | 29 octobre au 5 novembre 1963     | La Grande Évasion                         | 272 372 entrées |                 |
| 45 | 6 novembre au 12 novembre 1963    | La Grande Évasion                         | 334 134 entrées |                 |
| 46 | 13 novembre au 19 novembre 1963   | La Grande Évasion                         | 220 647 entrées |                 |
| 47 | 20 novembre au 26 novembre 1963   | La Grande Évasion                         | 161 237 entrées |                 |
| 48 | 27 novembre au 3 décembre 1963    | La Grande Évasion                         | 147 865 entrées |                 |
| 49 | 4 décembre au 10 décembre 1963    | La Grande Évasion                         | 164 269 entrées |                 |
| 50 | 11 décembre au 17 décembre 1963   | Les Tontons flingueurs                    |                 | 134 586 entrées |
| 51 | 18 décembre au 24 décembre 1963   | Bébert et l'Omnibus                       |                 | 120 096 entrées |
| 52 | 25 décembre au 31 décembre 1963   | La Cuisine au beurre                      |                 | 521 410 entrées |